# زنباء متقاربة
زنباء متقاربة (الاسم العلمي: Pangonius affinis) هو نوع من الحشرات يتبع جنس الزنباء من الفصيلة النعرية.